# スイートホーム殺人事件
『スイートホーム殺人事件』(スイートホームさつじんじけん、原題: Home Sweet Homicide)は、アメリカの推理小説作家のクレイグ・ライスによって著された推理小説である。

## 登場人物
- ダイナ・カーステアズ - 14歳の少女。背が高く鳶色の髪をしている。足首までの靴下にサドルシューズ。
- エイプリル・カーステアズ - 12歳の少女。小柄で金色の髪をしている。実際より弱々しく見える。赤いゼラニウムを髪留めにしている。
- アーチボルド（アーチー）・カーステアズ - 10歳の少年。小柄で鳶色の髪をしている。お風呂から出たての5分間はきれい。子供たちはタット王の暗号で内輪の会話ができる。
- マリアン・カーステアズ - 三人の母で推理小説作家。ペンネームは"J・J・レイン、クラーク・キャメロン、アンドルー・ソープなど。グランドピアノをなくしたことがある。
- ウィリアム（ビル）・スミス - 警部。サンフォード殺人事件を捜査している。子供たちの母に惚れる。
- オへーヤ巡査部長 - ビル・スミス警部の部下。9人の我が子を手塩に掛けたことが自慢。
- ポリー・ウォーカー - 女優。サンフォード邸でフローラ・サンフォードの死体の第一発見者。
- フローラ・サンフォード - カーステアズ家の隣の住人。ポリー・ウォーカーに死体で発見される。
- ウォリー・サンフォード(ウィリアム・サンダソン) - フローラ・サンフォードの夫。容疑者として疑われ身を隠す。
- ルーク - 喫茶店「ルーク」を営んでいる。
- ルーパート・ヴァン・デューゼン - エープリルが作った架空の人物だったが、突然実在人物となる。
- ピエール・デグランジュ - 水しか描かない画家。
- カールトン・チェリントン3世 - 近所に住んでいる。
- カールトン・チェリントン3世夫人 -カールトン・チェリントン3世の妻。 近所の子供たちにクッキーを渡す。
- ヘンリー・ホルブルック - サンフォード家の顧問弁護士。
- フランキー・ライリー - 組織暴力のチンピラ。ベティ・リモー誘拐事件の容疑者。
- ベティ・リモー - 元ストリップスター。誘拐され身代金は払われたが死体となって送り付けられてきた。
- ハーバート伯父さん - サンフォード家にかかっている肖像画。
- マキャファティ - 警官。
- スルーキー - 地元の悪ガキたちが作った『少年ギャング』の少年。
- フラッシュライト - 同じく『少年ギャング』の少年。
- クリーヴ・キャラハン - 脚本家。
- ピーター・デズモンド - 謎の男。
- アーマント・フォン・ヘーネ - 国際的スパイ。

## その他
- 12歳のエイプリル・カーステアズは殺人が起きる推理小説では最年少の探偵である（クイーンなどのジュブナイル作品を除く）[1]。
- 登場人物がジェイク・ジャスタス（マローン弁護士シリーズのレギュラー・キャラクター）について語り、同一の世界観にある。